# Kovali, Kremenciuk
Kovali (în ucraineană Ковалі) este un sat în comuna Demîdivka din raionul Kremenciuk, regiunea Poltava, Ucraina.

## Demografie
Componența lingvistică a localității Kovali
     Ucraineană (97,14%)
     Rusă (2,86%)
Conform recensământului din 2001, majoritatea populației localității Kovali era vorbitoare de ucraineană (97,14%), existând în minoritate și vorbitori de rusă (2,86%).